# Не съм от тях
„Не съм от тях“ е хумористичен разказ от българския писател Чудомир.
Произведението има за цел да осмее любопитството към „хорските работи“. Целият разказ представлява изказване на клюкарка. Нейната самоличност и външност умишлено не са разкрити, защото тя е събирателен образ на пословичните представителки на нежния пол, заинтересовани от живота на другите около тях. Мълчаливата ѝ събеседничка кака Сийка също не е описана. Нейната функция е да представи пасивния слушател, който макар да не говори, приема и подкрепя мнението на клюкарката. Този разказ е сред най-популярните творби на Чудомир и е поместен в сборника „Под шарената черга“.